# Aeroporto de Mucajaí
O Aeroporto de Mucajaí (ICAO: SWMV) está localizado no município brasileiro de Mucajaí, estado de Roraima. Atualmente é administrado pela Força Aérea Brasileira, serve de apoio para a aviação do Exécito em Roraima e para eventuais pousos de emergência.